# Mario Waissbluth
Mario Daniel Waissbluth Subelman (Santiago de Chile, 1948), es un ingeniero civil, político, empresario y profesor universitario chileno.

## Biografía
Hijo de un médico coronel de carabineros, estudió en el Liceo Lastarria y después, en los años 1960, ingeniería química en la Universidad de Chile y se graduó en 1970. En su juventud fue militante político de izquierda y posteriormente, ya en el exilio político en México como opositor a la dictadura militar, fue miembro del MAPU.
Viajó a los Estados Unidos para hacer un doctorado en Ingeniería Química en la Universidad de Wisconsin, en Madison. Mientras estudiaba en ese país ocurrió el golpe de Estado de 1973 encabezado por el general Augusto Pinochet en Chile que derrocó a Salvador Allende.
Vivió exiliado en Argentina y México. En este último país participó en la creación y fue director del Centro para la Innovación Tecnológica de la Universidad Nacional de México (CIT-UNAM) y director de Desarrollo Tecnológico del Consejo Nacional de Ciencia y Tecnología (Conacyt). En 1989 regresó a Chile donde se incorporó como director ejecutivo del holding Invertec.

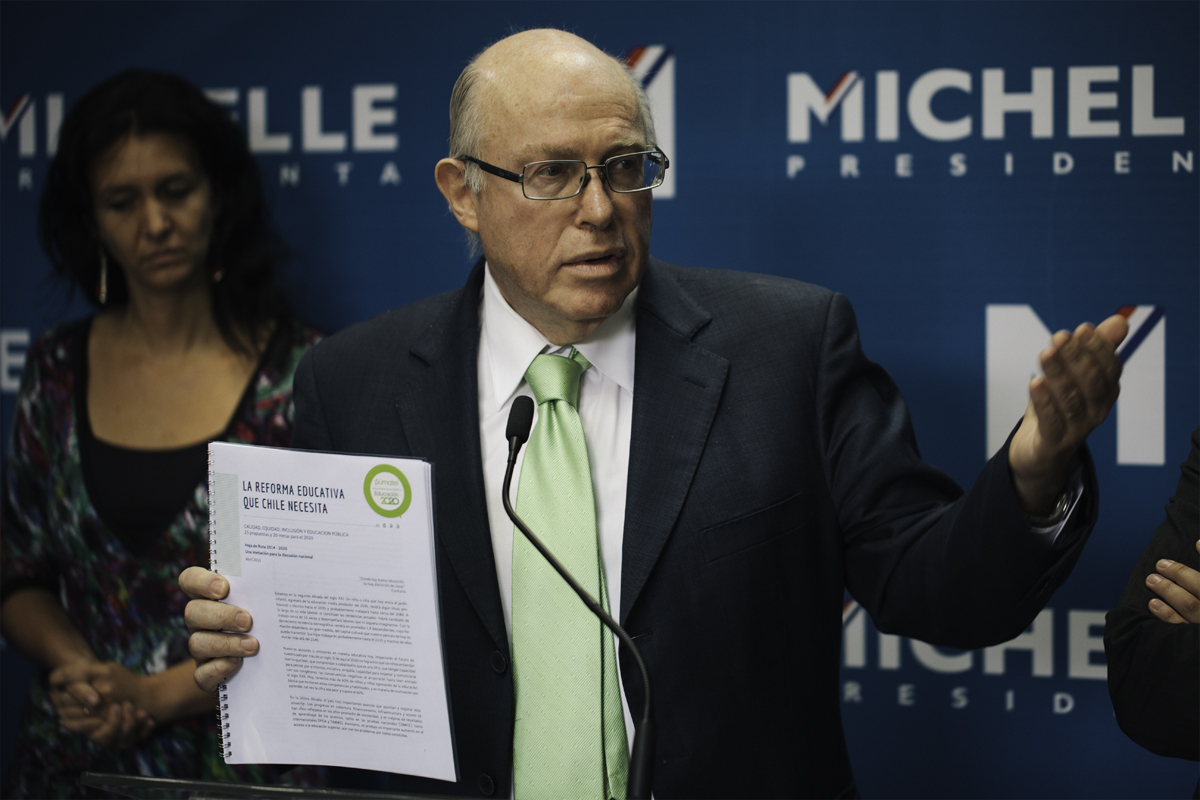
Waissbluth en 2013

Fue parte del directorio de CODELCO y director de Correos de Chile. También fue integrante del primer Consejo de Alta Dirección Pública durante el período 2004-2010.
En 2005 se incorporó como profesor del Departamento de Ingeniería Industrial de la Universidad de Chile. 
En el contexto de las movilizaciones sociales en Chile que cuestionaban el sistema educativo de Chile, comienza a escribir artículos en diversos medios y publica libros sobre la materia.  En 2008 fundó Educación 2020, una organización que busca mejorar la calidad y equidad de la enseñanza en el país.
En 2010 fundó el Centro de Sistemas Públicos, al interior del Departamento de Ingeniería Industrial de la Universidad de Chile, cuya misión es "contribuir significativamente a la mejora de las políticas públicas y a la modernización del Estado en Chile y Latinoamérica, con miras a promover el desarrollo humano de las personas y la creación de valor público".
En noviembre de 2021, junto al escritor Cristián Warnken participó en la fundación del movimiento ciudadano Amarillos por Chile, desde donde asumió un rol crítico respecto del proceso de redacción de una nueva constitución política. 
Estuvo casado con la psicóloga Eugenia Weinstein con la que tuvo dos hijos: Andrés y Javier Waissbluth. El primero es director de cine, conocido por Los debutantes. El segundo es rabino. Actualmente está casado con Elena Razmilic, con quien tuvo un hijo, Nicolás Waissbluth.

## Publicaciones
Obras destacadas:

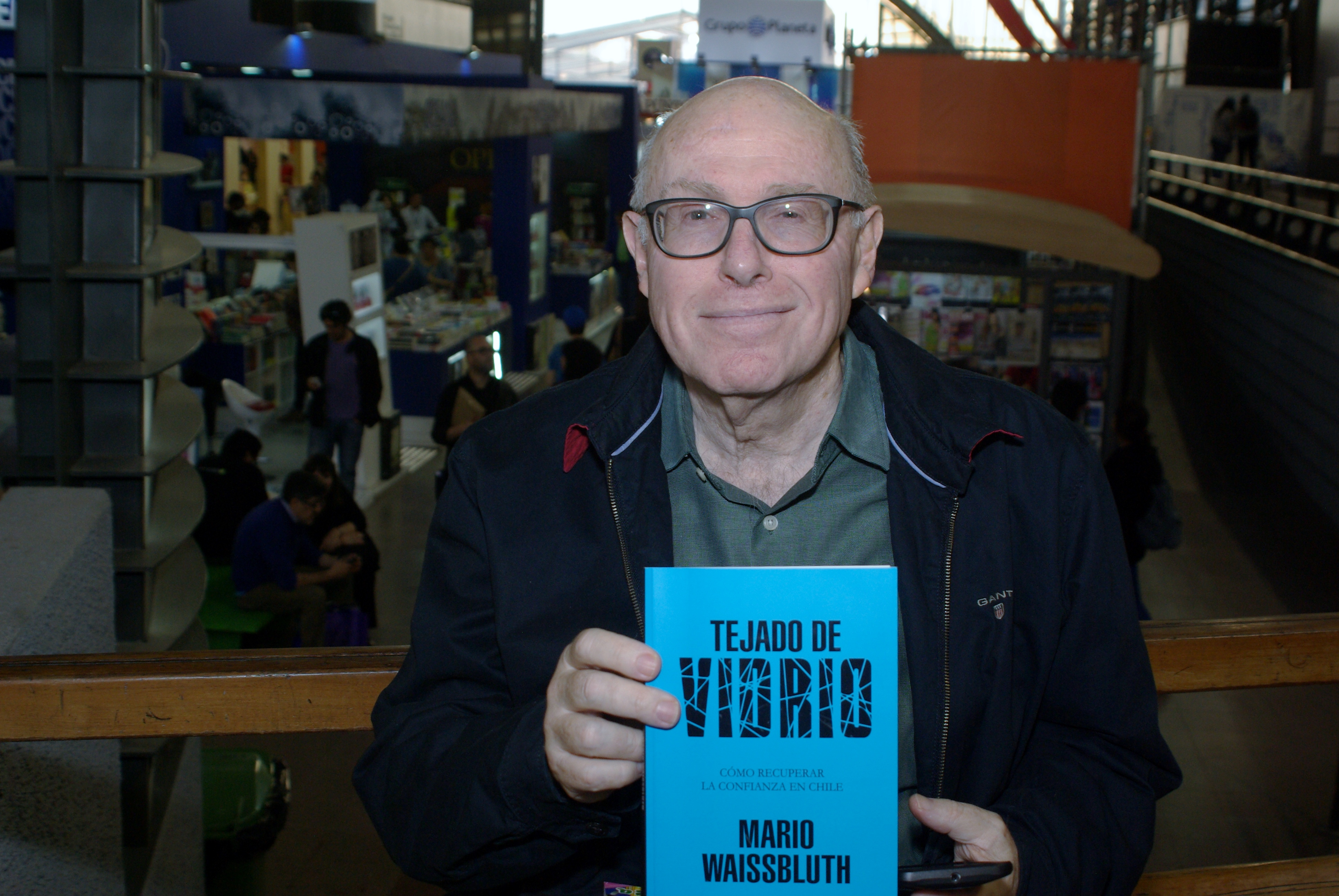
Waissbluth en la FILSA 2015

- Limpiemos las telarañas del crecimiento, 2001
- La insularidad en la gestión pública latinoamericana, 2003
- La reforma del Estado en Chile 1990-2005. De la confrontación al consenso, 2006
- «La descentralización en Chile 1990-2005: asignatura pendiente», revista del CLAD Reforma y Democracia, 2007
- Sistemas complejos y gestión pública, 2008
- Se acabó el recreo: la desigualdad en la educación, Editorial Debate, 2011
- Cambio de rumbo: una nueva vía chilena a la educación, Debate, 2013
- Tejado de vidrio: cómo recuperar la confianza en Chile, Debate, 2015
- Educación para el siglo XXI: el desafío latinoamericano, Fondo de Cultura Económica, 2018